# Philadelphia Warriors 1948-1949
La stagione 1948-49 dei Philadelphia Warriors fu la 3ª nella BAA per la franchigia.
I Philadelphia Warriors arrivarono terzi nella Eastern Division con un record di 28-32. Nei play-off persero al primo turno con i Washington Capitols (2-0).

## Risultati
| Squadra                 | V  | P  | %    | GB |
| ----------------------- | -- | -- | ---- | -- |
| Washington Capitols     | 38 | 22 | 60,9 | -  |
| New York Knicks         | 32 | 28 | 57,8 | 6  |
| Baltimore Bullets       | 29 | 31 | 45,3 | 9  |
| Philadelphia Warriors   | 28 | 32 | 35,5 | 10 |
| Boston Celtics          | 25 | 35 | 30,6 | 13 |
| Providence Steamrollers | 12 | 48 | 17,7 | 26 |

## Roster
| N°    | Naz.                   | Ruolo | Sportivo            | Anno | Alt. | Peso \|\| |
| ----- | ---------------------- | ----- | ------------------- | ---- | ---- | --------- |
|       | Stati Uniti (bandiera) | G     | Chink Crossin       | 1924 | 185  | 75        |
| 4     | Stati Uniti (bandiera) | G     | Angelo Musi         | 1918 | 175  | 66        |
| 6     | Stati Uniti (bandiera) | GA    | Jerry Fleishman     | 1922 | 188  | 86        |
| 6     | Stati Uniti (bandiera) | G     | Jerry Rullo         | 1923 | 178  | 75        |
| 7     | Stati Uniti (bandiera) | A     | Bob O'Brien         | 1927 | 193  | 86        |
| 10    | Stati Uniti (bandiera) | G     | George Senesky      | 1922 | 188  | 81        |
| 11-13 | Stati Uniti (bandiera) | AC    | Joe Fulks           | 1921 | 196  | 86        |
| 11    | Stati Uniti (bandiera) | A     | Gale Bishop         | 1922 | 191  | 88        |
| 12    | Stati Uniti (bandiera) | A     | Howie Dallmar       | 1922 | 193  | 91        |
| 15    | Stati Uniti (bandiera) | C     | Ed Sadowski         | 1917 | 196  | 109       |
| 16    | Stati Uniti (bandiera) | AC    | Jake Bornheimer     | 1927 | 196  | 91        |
| 17    | Stati Uniti (bandiera) | A     | Phil Farbman        | 1924 | 185  | 84        |
| 18    | Stati Uniti (bandiera) | AC    | Roy Pugh            | 1922 | 198  | 95        |
| 18    | Stati Uniti (bandiera) | A     | Irv Torgoff         | 1917 | 188  | 87        |
| 19    | Stati Uniti (bandiera) | C     | Elmore Morgenthaler | 1922 | 206  | 104       |

## Staff tecnico
- Allenatore: Eddie Gottlieb
- Vice-allenatore: Harry Litwack